# Voie rapide R2 (Slovaquie)
La route slovaque R2 (en slovaque : Rýchlostná cesta R2) est une voie rapide qui devrait à terme relié Trenčín à Košice en passant par Zvolen et Lučenec.

## Itinéraires européens
À terme, la route formera une partie des routes européennes E58, E77, E571 et E572.